# Quasano

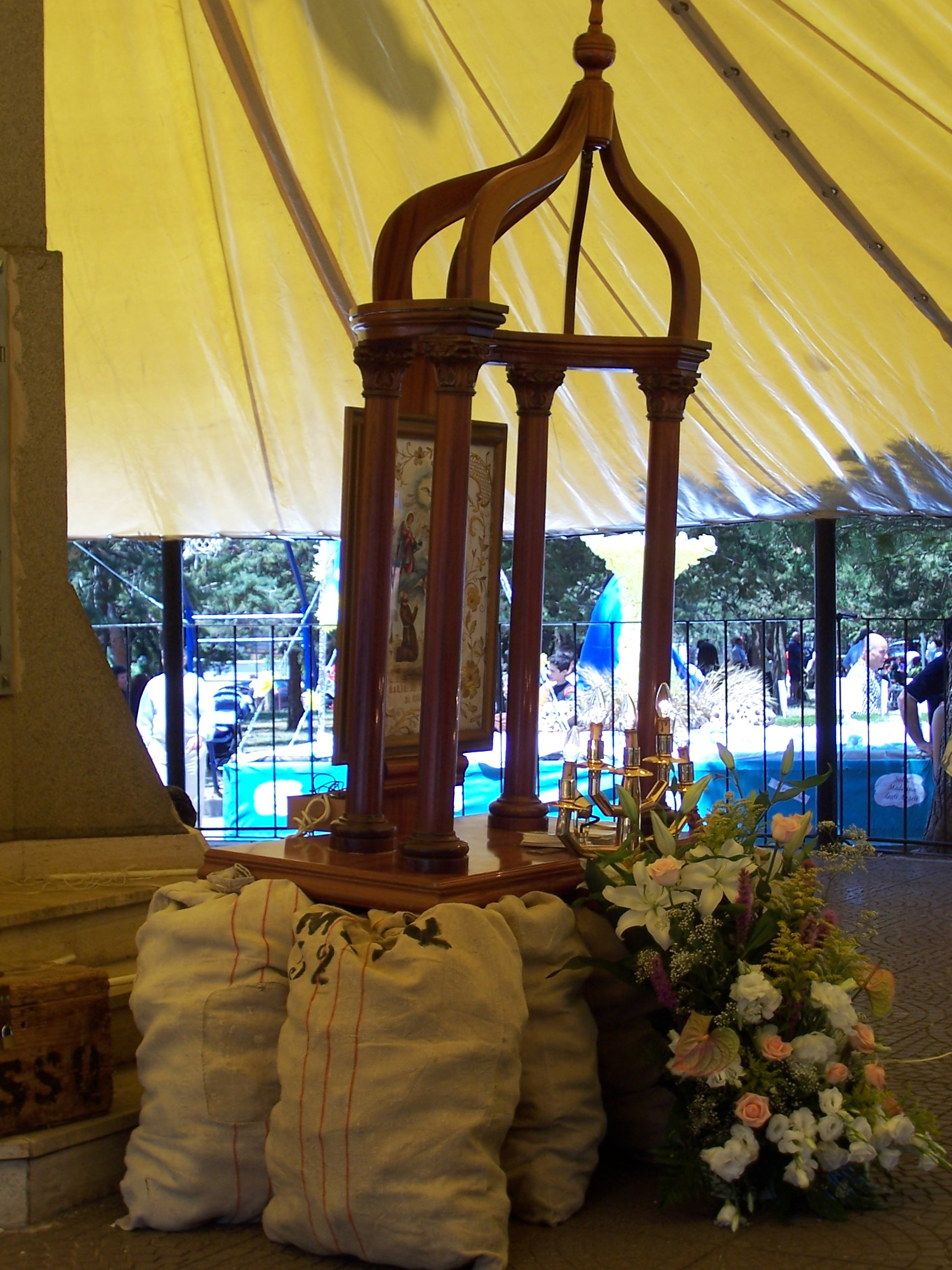
Quadro della Madonna degli Angeli di Quasano con i sacchi di pane devozionale

Quasano (toponimo corretto Quasani) (Quaséne in dialetto locale), l'unica frazione di Toritto, da cui dista 10 km, nella città metropolitana di Bari, è una località rurale e noto luogo di villeggiatura già dagli inizi del novecento. Al 2021 conta 441 abitanti.

## Descrizione
È soprattutto un centro turistico estivo, ma è frequentato anche d'inverno grazie alla presenza di due agriturismi e di diversi locali di ristorazione e svago. Il borgo situato nel mezzo dell'altopiano delle Murge, è meta di escursionisti e turisti, anche grazie all'unicità del parco nazionale dell'alta murgia. 

## Geografia Fisica

### Territorio
Il territorio di Quasano si estende su quella porzione di "Murgia bassa" nota con il toponimo di Murgia Suagna, un altopiano calcareo di circa 402 s.l.m.,  ed è costituito prevalentemente da rocce calcaree e caratterizzato da una vegetazione piuttosto ricca.  Da un punto di vista geomorfologico, l'area presenta un paesaggio carsico relitto di tipo tropicale, sviluppatosi alla fine del Terziario caratterizzato da doline, depressioni comunemente a forma rotondeggiante come il pulicchio di Toritto, e lame, ed infatti l'abitato è lambito da due di questi solchi erosivi noti come Lama Masseria Chieco e la Lama dell'Inverno. Sono poi presenti fenomeni carsici puntuali come Grotta di San Martino, di notevole rilevanza storico-archeologico-ambientale ed inghiottitoi generati dall'azione di dissolutrice delle acque che si infiltrano nel sottosuolo come quello presente nei pressi di jazzo Lamadenza, noti localmente con il termine di "cap d'vient".

### Flora e fauna
Il territorio è caratterizzato dalla tipica stratificazione vegetazionale, ovvero uno strato arboreo, uno arbustivo ed uno erbaceo. La vegetazione arborea dominante è costituita da pino d’aleppo, pino domestico, cipresso. Tra le specie arboree autoctone sono presenti quercia roverella, fragno (Quercus trojana), una quercina trans adriatica tipica delle murge e il leccio. La macchia arbustiva è caratterizzata principalmente dalla presenza di perastro (Pyrus amygdaliformis), pruno selvatico (Prunus spinosa), rosa canina, nonché Prunus webbii, anche noto come mandorlo di Webb, una fanerofita cespugliosa chiamata localmente “mandorlo selvatico”, la cui presenza in Italia risulta accertata solamente in Puglia e Sicilia, ed inserita nelle “Liste rosse regionali delle piante d’Italia" con lo stato conservativo di pianta minacciata. Lo strato erbaceo, intervallato da aree a garriga e coltivi abbandonati, è costituito principalmente da graminacee e si caratterizza per la presenza di ferula, asfodelo, cardo asinino, asparago pungente, gigaro chiaro, orchidee selvatiche e alcune specie di stipa chiamate comunemente “lino delle fate”. Nei prati aridi e nelle radure delle macchie sono spesso presenti orchidee spontanee, specie protette dalla Convenzione Internazionale CITES che ne vieta la raccolta e il depauperamento dei siti. Tra le più note la barlia roberitiana, la bellavedova (Hermodactylus tuberosus), il giglio caprino e la serapide pugliese. Il territorio di Quasano è però noto perché qui sono stati individuati i primi esemplari in Puglia di Ophrys exaltata archipelagi e di Ophrys mateolana, tanto che gli studiosi di orchidee si recano presso tale località per studiarne la forma originale e confrontarla con altre orchidee uguali ritrovate in altre aree.
L'habitat dell’area offre asilo a volpi, ricci e vipere. Tra gli uccelli tipici della zona sono le calandrelle, le allodole, le cappellacce e le tottaville. Tra gli insetti è da segnalare la presenza rinvenuta in Puglia solo nella località di Quasano e Bosco Petruzzi, della Cymatophorina diluta, una falena della famiglia Drepanidae le cui larve si nutrono delle foglie delle querce.

## Storia
Non si hanno notizie certe in merito alla fondazione del borgo, per alcuni avrebbe origini antichissime, legate alla presenza di una villa romana appartenuta ad un certo Caesius, da qui villa Caesiana, che, in realtà, molto probabilmente, sarebbe l’antica Cassano, altro borgo vicino. Per altri il borgo nasce come posta sulla via dei Tratturi anche grazie alla presenza di abbondante acqua sorgiva presente nella zona delle Matine, ed infatti ancora oggi fontane, piscine ed abbeveratoi sono numerosi nel paese. Dal punto di vista edilizio, ancora almeno fino agli anni Settanta, era caratterizzato dalla sola presenza del Lamione del barone di Toritto e da una piccola chiesetta, tuttora esistente, dedicata alla Madonna degli Angeli. Nel 1872 fu poi costruita una ulteriore chiesa dedicata sempre alla Vergine.

### Origine del nome
Secondo la tradizione popolare, il nome "Quasano" avrebbe origine dall'esclamazione di una nobildonna leggendaria di nome Prosapia che, mentre si trovava in quel luogo, avrebbe esclamato "qui si sana". Tuttavia, esistono altre teorie riguardo all'origine del nome. Una di queste suggerisce che potrebbe derivare dalla storpiatura popolare del toponimo di Monte Suagno o Suagna. 

## Monumenti e luoghi d'interesse

### Aree naturali

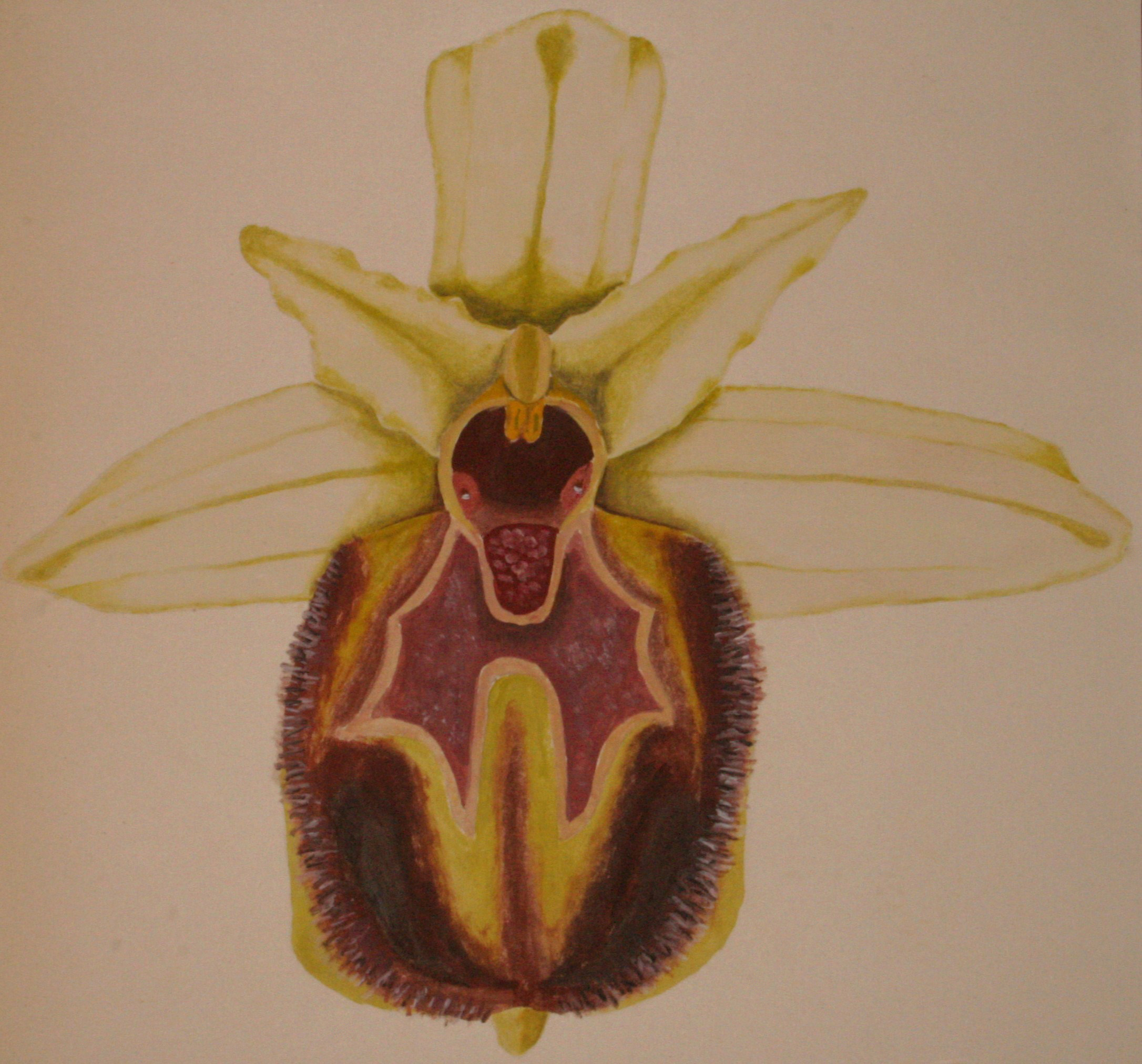
Ophrys exaltata

'
- Albero della bugia[15] riconosciuto come uno degli Alberi monumentali della Puglia. Nell’attuale Largo della Bugia, furono anche individuate varie sepolture e anfore vinarie che dimostrano l'antica frequentazione dell'area[16]. Oggi non resta alcuna traccia di questi importanti ritrovamenti.
- 'Bosco di Quasano, complesso boscato autoctono caratterizzato da roverella, cerro, farnetto e Prunus webbii[6].

### Architetture religiose
- Chiesa di Maria SS. degli Angeli, edificata nel 1872 nei pressi della vecchia cappella seicentesca.
- Cappella seicentesca della Madonna degli Angeli. La tradizione narra che un gruppo di contadini, durante il lavoro nei campi, avesse ritrovato un'immagine della Madonna degli Angeli, poi riprodotta su tela ricamata. Negli anni successivi al ritrovamento fu edificata una piccola cappella rurale per permettere una pausa di preghiera ai lavoratori locali. All'esterno, in una nicchia, è ancora visibile un affresco databile XVI-XVII sec. mentre all'interno è presente un altare in pietra con un dipinto del 1863 realizzato dal pittore andriese Francesco Segalepre e, nella parte inferiore, un Cristo deposto purtroppo abraso. Ai lati dell'altare due dipinti sferici propongono le immagini di san Giuseppe da Copertino in preghiera con sullo sfondo una città bombardata e una donna in preghiera con alle spalle un borgo, probabilmente Toritto[17]. Sono inoltre conservati vari ex voto sotto forma di oggetti e quadri votivi, il più antico datato 1837 e riportante l'iscrizione "ex devozione Giovanni Florio 1837 V.P.G.A."[17].

### Architetture civili
- Jazzo Lamadenza, un insediamento situato strategicamente alla confluenza di tre piccole lame. Caratteristica distintiva di questo luogo è l'ampio stabbio o recinto costruito con l'uso di pietre a secco, suddiviso in quattro recinti, con i due centrali dotati di ovile, ovvero lo spazio dove le pecore trovano riparo. Un elemento di particolare rilievo della recinzione è il "paralupi", una sorta di coronamento superiore composto da lastre di pietra orizzontalmente infisse nella muratura, il quale svolge un ruolo cruciale nel prevenire l'arrampicarsi di animali predatori, come lupi e volpi. È poi presente un "Casone", situato al centro della facciata, una struttura che funge sia da rifugio per i pastori sia come luogo dedicato alla preparazione del formaggio. È poi presente un "mungituro", dotato di tre ingressi, dove le pecore venivano munte, e una "piscina", ovvero una cisterna destinata alla raccolta delle acque meteoriche, con l'imboccatura per il prelievo dell'acqua posizionata sul lato sinistro. Come tipico dei jazzi, anche questo insediamento è costruito in pendenza per favorire il deflusso delle acque piovane e dei liquami ed orientato lungo l'asse est-ovest, per garantire non solo un riparo dai freddi venti settentrionali ma anche una migliore esposizione al sole, contribuendo a creare condizioni ambientali favorevoli.
- Jazzo Crocitto
- Jazzo La Sentinella

## Festività
La terza domenica di giugno si celebra la festa di Santa Maria degli Angeli di Quasano, con processione da Toritto verso Quasano di carri addobbati che trasportano le panelle, pani che verranno benedetti e distribuiti ai devoti. Questi pani sono realizzati con la farina ottenuta dal grano donato dai contadini. in passato erano marchiati con le iniziali "MSSQ" (Maria Santissima degli Angeli di Quasano). La festa si inserisce nelle tradizioni agrarie e agricole del luogo, come dimostrato dalla presenza del sacro pane e il luogo dove si svolge, vicino alla "rotonda" del paese. La mietitura del grano e la trebbiatura rappresentavano momenti cruciali nell'anno agrario, e la festa potrebbe aver avuto origine nella pratica tradizionale della trebbiatura con i cavalli che giravano al trotto in tondo su un tappeto di spighe. Un simbolo culinario importante durante la festa è la "Fcazz Spigghuète" o Focaccia di Quasano, una focaccia dolce con uva passa e pepe. Con questa festa si inaugura la stagione estiva della località.

## Economia

### Agricoltura
Importante per l'economia locale è la coltivazione nel territorio di Quasano delle mandorle nella cultivar autoctone "Genco", "Antonio de Vito" e “Filippo Cea”. Quest'ultima, più diffusa, trae il nome di un noto agronomo vissuto agli inizi del XX secolo a Toritto, ed è oggi Presidio Slow Food “Mandorla di Toritto”. La Pianta Madre ancora sopravvive in contrada Matine di Toritto.